# Prionapteryx nephalia
Prionapteryx nephalia là một loài bướm đêm trong họ Crambidae.